# Philadelphia Union
Philadelphia Union este un club de fotbal profesionist din Statele Unite ale Americii care participă în Major League Soccer. Echipa e bazată în Chester, Pennsylvania, oraș din zona metropolitană Philadelphia. Începând cu iunie 2010, clubul își susține meciurile de acasă pe PPL Park, de pe malul râului Delaware.

## Echipa
La 17 iulie 2025.
| Nr. |                            | Poziție | Jucător                                              |
| --- | -------------------------- | ------- | ---------------------------------------------------- |
| 1   | Germania                   | P       | Oliver Semmle                                        |
| 2   | Argentina                  | F       | Ian Glavinovich (împrumutat de la Newell's Old Boys) |
| 4   | Serbia                     | M       | Jovan Lukić                                          |
| 5   | Norvegia                   | F       | Jakob Glesnes                                        |
| 6   | Statele Unite ale Americii | M       | Cavan Sullivan (HG)                                  |
| 7   | Danemarca                  | A       | Mikael Uhre (DP)                                     |
| 8   | Venezuela                  | M       | Jesús Bueno                                          |
| 9   | Israel                     | A       | Tai Baribo                                           |
| 11  | Statele Unite ale Americii | M       | Alejandro Bedoya                                     |
| 12  | Statele Unite ale Americii | F       | Isaiah LeFlore                                       |
| 14  | Statele Unite ale Americii | M       | Jeremy Rafanello (HG)                                |
| 15  | Camerun                    | F       | Olivier Mbaizo                                       |
| 16  | Statele Unite ale Americii | M       | Ben Bender                                           |
| 18  | Jamaica                    | P       | Andre Blake                                          |
| 19  | Statele Unite ale Americii | M       | Indiana Vassilev                                     |

| Nr. |                            | Poziție | Jucător                |
| --- | -------------------------- | ------- | ---------------------- |
| 20  | Uruguay                    | A       | Bruno Damiani (DP)     |
| 21  | Haiti                      | M       | Danley Jean Jacques    |
| 22  | Statele Unite ale Americii | M       | David Vazquez (HG)     |
| 24  | Statele Unite ale Americii | M       | Nick Pariano (HG)      |
| 25  | Statele Unite ale Americii | A       | Chris Donovan          |
| 26  | Statele Unite ale Americii | F       | Nathan Harriel (HG)    |
| 27  | Germania                   | F       | Kai Wagner             |
| 29  | Africa de Sud              | F       | Olwethu Makhanya       |
| 33  | Statele Unite ale Americii | M       | Quinn Sullivan (HG)    |
| 35  | Statele Unite ale Americii | A       | Markus Anderson        |
| 39  | Statele Unite ale Americii | F       | Frankie Westfield (HG) |
| 44  | Statele Unite ale Americii | F       | Neil Pierre (HG)       |
| 55  | Mexic                      | A       | Sal Olivas (HG)        |
| 76  | Statele Unite ale Americii | P       | Andrew Rick (HG)       |
| 77  | Statele Unite ale Americii | A       | Eddy Davis III (HG)    |

## Internaționali importanți
James Gentle
Walter Bahr
Ed McIlvenny
Benny McLaughlin

## Legături extene
- Official website Philadelphia Union
- Sons of Ben